# День начинается
«День начина́ется» (фр. Le jour se lève) — фильм режиссёра Марселя Карне, снятый во Франции в 1939 году. Криминальная мелодрама. Признан одним из основных примеров творческого направления французского кино, получившего название поэтический реализм. Фильм попадал в десятку лучших картин мирового кинематографа по версии британского обозрения Sight & Sound.

## Сюжет
В многоквартирном доме происходит убийство. Из комнаты мансардного этажа выползает незнакомец и, скатившись на несколько пролётов вниз, затихает. На требование прибывшей полиции открыть дверь, жилец — Франсуа (Жан Габен), — с проклятиями выпускает несколько пуль из пистолета через дверь. Квартал блокируется жандармами. Чуть позже с крыши противоположного дома полицейские обстреливают комнату. В тёмном изуродованном жилище Франсуа вспоминает предшествующие события.
Он — простой рабочий литейного завода, однажды знакомится с симпатичной цветочницей (Жаклин Лоран), к которой сразу чувствует симпатию. У них много общего: схожие имена (девушку зовут Франсуаза), оба сироты и выросли в приюте. Уже через несколько недель их отношения перерастают в очень близкие. Одновременно Франсуа сожительствует с опытной и достаточно вульгарной актрисой по имени Клара (Арлетти). Её бывший муж — Валентин (Жюль Берри), дрессировщик цирковых собак, загадочным образом связан с Франсуазой, что окончательно запутывает отношения в любовном четырёхугольнике. Валентин вызывает Франсуа на разговор и сообщает ему, что принимает участие в судьбе Франсуазы исключительно в качестве её отца. Молодой человек не верит циркачу.
Франсуа объясняется в любви Франсуазе и в тот же день объявляет Кларе о разрыве отношений. Та принимает это внешне спокойно. Чуть позже в квартиру молодого человека врывается Валентин и, не в силах противостоять Франсуа физически, пытается унизить его морально. В продолжительном монологе и поведении артиста много пафосно-театрального. Он, явно любуясь собой, сообщает, что пришёл убить Франсуа, демонстрирует пистолет. Валентин то трагически жалеет об ушедшей молодости, то с гнусной иронией двусмысленно намекает о прошлом Франсуазы, которая, конечно, не его дочь. Напряжение в комнате достигает пика. Франсуа выхватывает пистолет Валентина и стреляет в него.
Не рискуя ворваться в квартиру через дверь, полиция посылает двух жандармов на крышу с приказом забросать убежище молодого человека гранатами со слезоточивым газом. Они не успевают выполнить задание. Франсуа стреляет себе в сердце.

## В ролях
| Актёр        | Роль      |
| ------------ | --------- |
| Жан Габен    | Франсуа   |
| Жаклин Лоран | Франсуаза |
| Жюль Берри́   | Валентин  |
| Арлетти      | Клара     |
| Бернар Блие  | Гастон    |

## Создание и критика
Последний довоенный фильм Карне, снятый в Мюнхене и выпущенный на экраны в июне 1939 года.  По существу в фильме есть только четыре значимых персонажа,  и режиссёр рассказывает историю, используя 3 флешбэка, что являлось новаторским по тем временам. Чтобы максимально усилить клаустрофобичность комнаты, где находится Габен, Карне потребовал, чтобы декорация действительно была ограничена 4 стенами. Актеры и члены съемочной группы могли выбраться оттуда только через верх.
Как и в предыдущем фильме Карне и Превера «Набережная туманов» (1938), в этой картине снялся Жан Габен, который не только стал ведущим французским актером того периода, но и почти знаковой фигурой поэтического реализма. В том, что делал Габен в этих фильмах, было нечто подобное тому, что Джеймс Дин и Марлон Брандо предложили позднее в американских фильмах: чувственность и страстность, что лежало за пределами принятых театральных приёмов.

## Награды
Номинация в 1939 году на Кубок Муссолини — в тот период главный приз Венецианского кинофестиваля.

## Культурное влияние
В 1947 году на основе картины «День начинается» режиссёром Анатолем Литваком снята американская версия фильма в стиле нуар под названием «Длинная ночь». Роль Франсуа исполнил Генри Фонда.

## Дополнительные факты
Пессимизм картины, её мрачный романтизм не понравились большей части зрителей, а также некоторым политическим группировкам, как это случалось и раньше с другими фильмами Карне. Фильм был запрещён к показу во Франции цензурой Режима Виши. Широкое признание получил после повторного выхода на экраны в 1945 году.